# Haligowskie Skały

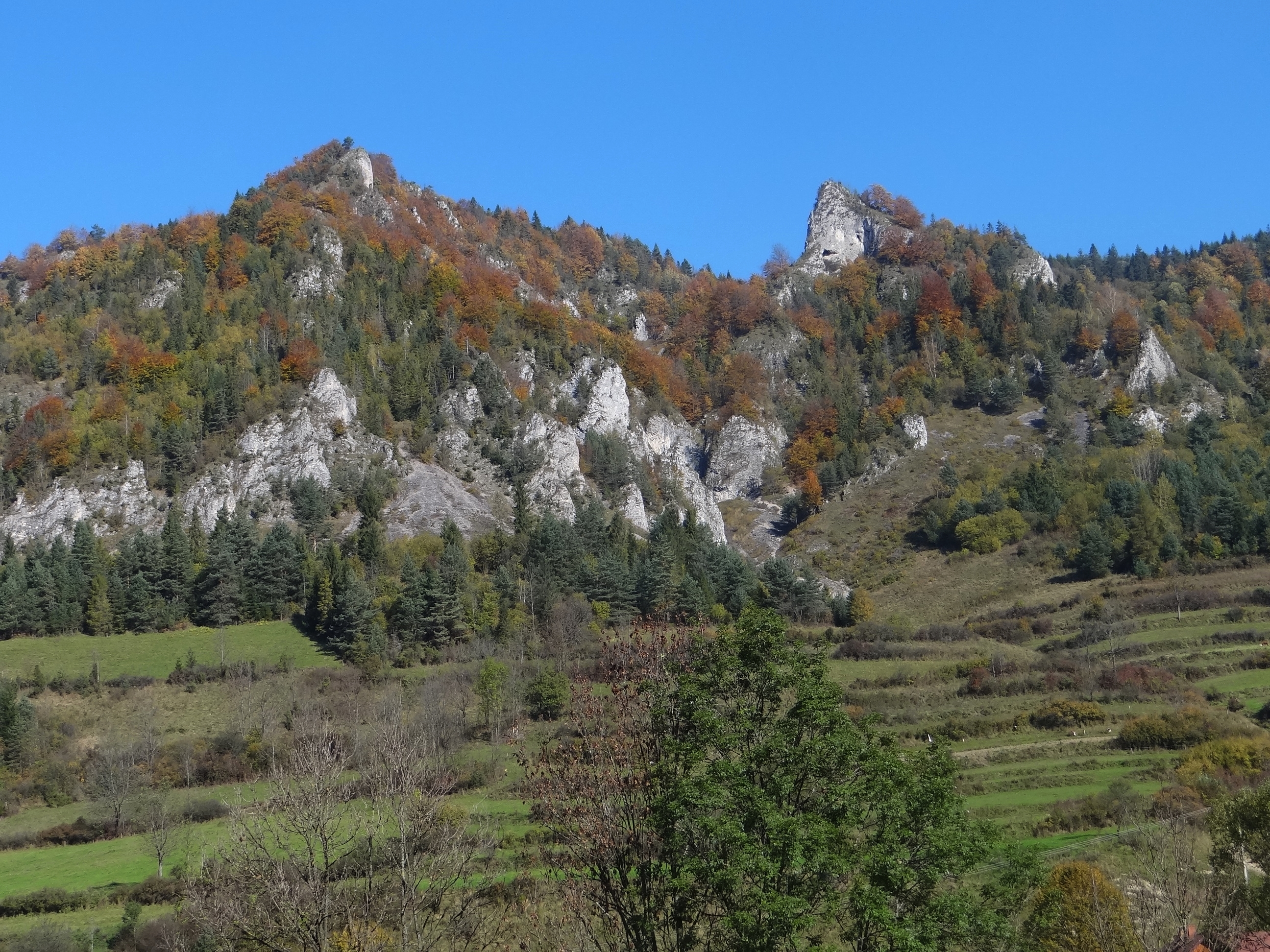
Haligowskie Skały

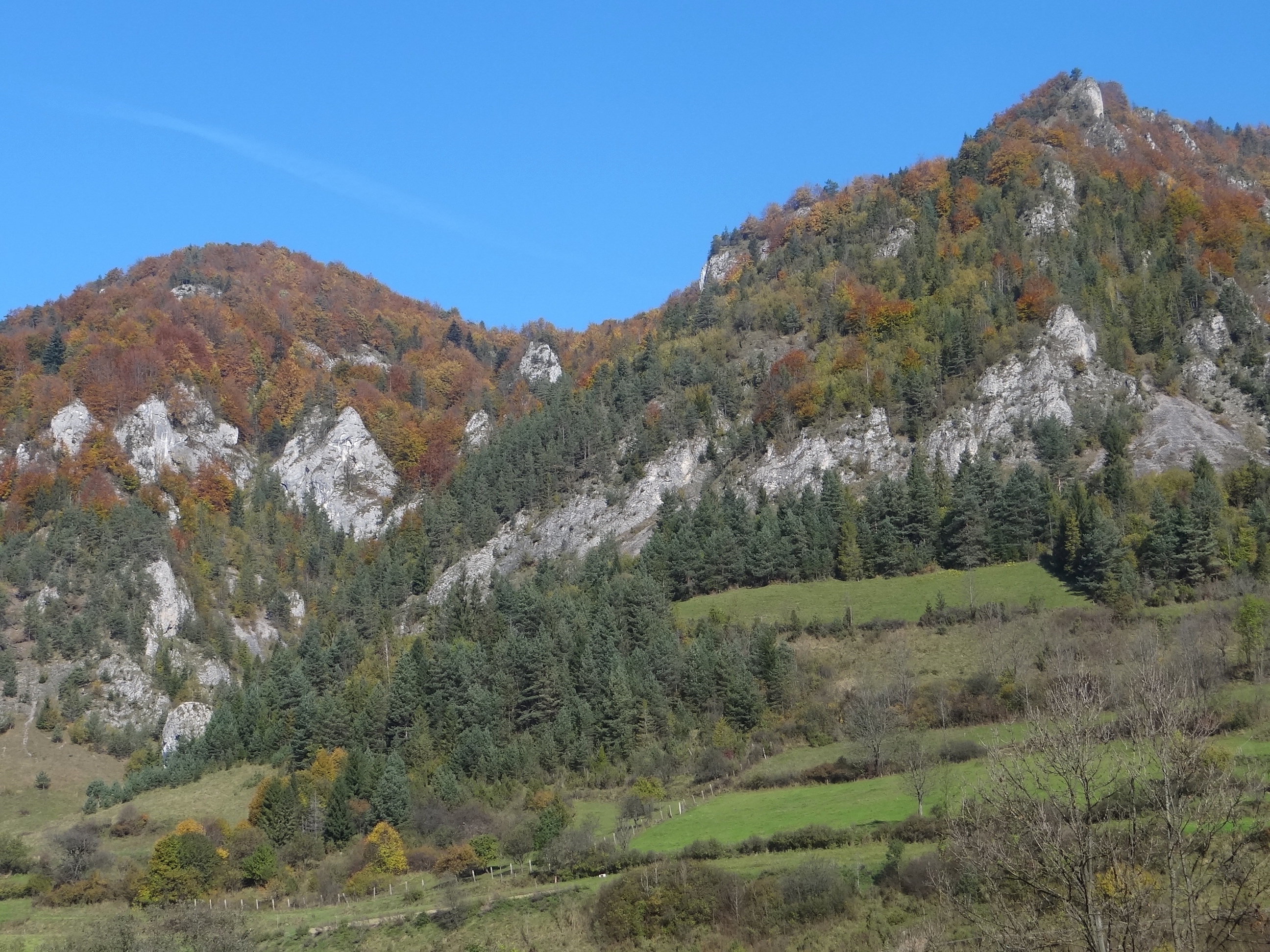
Haligowskie Skały

Haligowskie Skały (słow. Haligovske skalý) – grupa mocno zróżnicowanych i rozczłonkowanych skał w słowackich Pieninach (Grupa Golicy). Znajduje się ona w miejscowości Haligowce, po północnej stronie rzeki Lipnik, w bardzo stromej dolnej części południowych podnóży góry Płaśnie.
Cała grupa tych skał zbudowana jest z wapieni serii haligowieckiej, ich warstwy zapadają w południowo-wschodnim kierunku. Największe skały mają swoje nazwy: Białe Skały, Ciemna, Kończysta, Michałowa, Sowia. Występują wśród nich formy tworzące okna skalne i arkady (Zbójnicka Brama) i niewielkie, bezwodne dolinki podsypane piargami, m.in.: Głęboka, Jasiurowa, Michnowa, Szeroka. Jest tutaj również kilka jaskiń, w tym największa jaskinia całych Pienin – Aksamitka. Z innych jaskiń warto wymienić Zbójnicką, Kozią, Borsuczą (Jazvečia jaskyňa).
Skały te od dawna budziły zainteresowanie naukowców. W 1903 r. badała je ekspedycja XI Kongresu w Wiedniu, prowadzili tu badania polscy naukowcy (Ludwik Horwitz, Ferdynand Rabowski), ciekawą florę naskalnych roślin badał m.in. lwowski botanik Eustachy Wołoszczak. Cały obszar został włączony do PIENAP-u, od 1967 został objęty ochroną ścisłą, w 1997 obszar tej ścisłej ochrony zwiększono do 63,1 ha. Nie prowadzi przez niego żaden szlak turystyczny, Skały Haligowskie są jednak doskonale widoczne z drogi Czerwony Klasztor – Wielki Lipnik. Ich wschodnimi (obok) i północnymi obrzeżami (ponad skałami) prowadzi zielony szlak turystyczny z Haligowców przez przełęcz Pod Płaśniami do Leśnicy.